# Stubla (gmina Medveđa)
Stubla (cyr. Стубла) – wieś w Serbii, w okręgu jablanickim, w gminie Medveđa. W 2011 roku liczyła 91 mieszkańców.